# Hiroki Kokubo
Hiroki Kokubo (japanska: 小久保裕紀, Kokubo Hiroki), född den 8 oktober 1971, är en japansk idrottare som tog brons i baseboll vid olympiska sommarspelen 1992 i Barcelona.